# Struttura quaternaria
La struttura quaternaria è l'organizzazione spaziale di più molecole proteiche in complessi multi-subunità. Le proteine, uguali o diverse tra loro, assumono ciascuna la propria struttura terziaria, ma possono organizzarsi in strutture ancora più complesse interagendo tra loro: le interazioni possono essere legami deboli come legami idrogeno e forze di Van der Waals, oppure forti ossia ionico o covalente.
La modifica conformazionale di una delle subunità determina spesso, a causa delle interazioni presenti nella proteina, cambiamenti nelle proprietà di un sito adiacente (allosterismo).

## Esempi

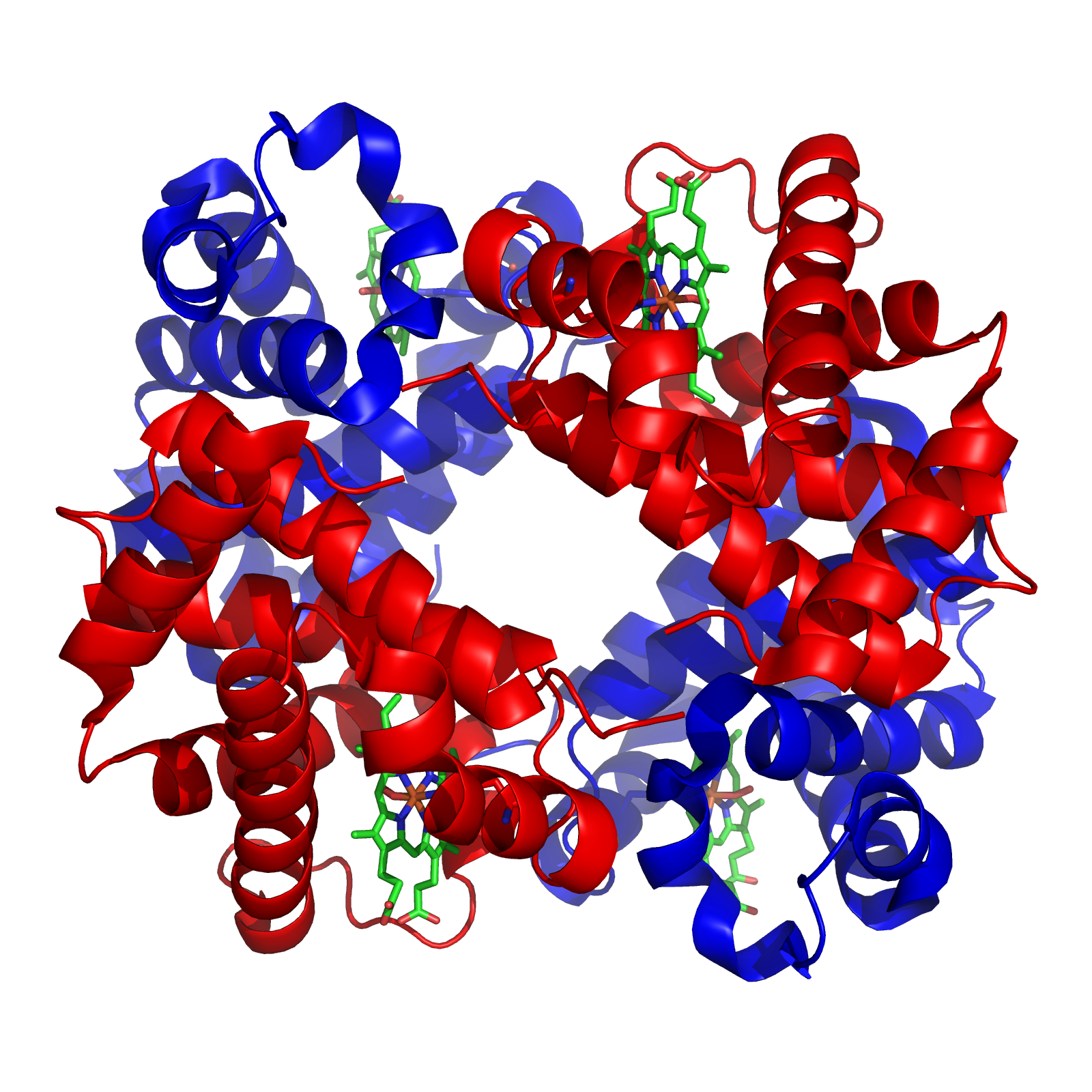
Struttura dell'emoglobina. Sono mostrate le quattro subunità, due in blu e due in rosso. I gruppi eme sono in verde.

Il concetto di struttura quaternaria era originariamente riferito solo a singole proteine. La prima, storica, proteina di cui è stata dedotta la struttura quaternaria è stata l'emoglobina (in particolare la metaemoglobina di cavallo), Il risultato fu ottenuto nel 1968 da Max Perutz, dopo trent'anni di lavoro, e rimane una pietra miliare nella storia della biochimica. L'emoglobina è composta da quattro sub-unità; una volta che esse sono state soggette a ripiegamento e hanno assunto la struttura terziaria, si associano a due a due (formando cioè due dimeri); i due dimeri a loro volta interagiscono tra loro tramite molteplici legami deboli e formano così un tetramero: la definitiva struttura quaternaria dell'emoglobina. Altri esempi sono forniti dalla maggior parte degli enzimi: essi sono spesso composti da più subunità, ciascuna con una funzione (catalitica, regolatoria, stabilizzante...), che si associano formando il complesso oloenzimatico.
In tempi recenti, dopo i numerosi passi avanti nello studio delle interazioni proteina-proteina, in biochimica si è soliti parlare di struttura quaternaria anche in caso di complessi multi-proteici. Ad esempio i nucleosomi o i microtubuli, o ancora il complesso multi-enzimatico della piruvato deidrogenasi. Può succedere quindi che più proteine già organizzate in strutture quaternarie si associno tra loro in complessi più grandi. Nel caso di enzimi (ad esempio la piruvato deidrogenasi), le varie sub-unità hanno scopi strettamente correlati: il vantaggio di essere associate invece che divise in soluzione è di rendere più rapidi i processi che li riguardano e di poterli regolare in modo sincronizzato.
La struttura quaternaria di un complesso può essere modificata: cambiamenti possono essere dovuti a allosteria e/o modificazioni covalenti come la fosforilazione.